# Susanne Nielsson
Susanne Schultz Nielsson (Århus, 8 luglio 1960) è un'ex nuotatrice danese.
Specializzata nella rana, ha vinto la medaglia di bronzo nei 100 m rana alle olimpiadi di Mosca 1980.

## Palmarès
- Olimpiadi

Mosca 1980: bronzo nei 100 m rana.
- Mondiali

1978 - Berlino: bronzo nei 200 m rana.
- Europei

1977 - Jönköping: argento nei 200 m rana.
- Campionati europei giovanili di nuoto

Ginevra 1975: argento nei 200m rana.